# Гитера-ле-Бен
Гитера-ле-Бен (фр. Guitera-les-Bains, корс. Vutera-I Bagni) — коммуна во Франции, находится в регионе Корсика. Департамент коммуны — Южная Корсика. Входит в состав кантона Тараво-Орнано. Округ коммуны — Аяччо.
Код INSEE коммуны — 2A133.

## Население
Население коммуны на 2008 год составляло 113 человек.
| 1962 | 1968 | 1975 | 1982 | 1990 | 1999 | 2008 |
| ---- | ---- | ---- | ---- | ---- | ---- | ---- |
| 137  | 157  | 148  | 134  | 81   | 97   | 113  |

## Экономика
В 2007 году среди 68 человек в трудоспособном возрасте (15—64 лет) 38 были экономически активными, 30 — неактивными (показатель активности — 55,9 %, в 1999 году было 58,5 %). Из 38 активных работали 34 человека (21 мужчина и 13 женщин), безработных было 4 (1 мужчина и 3 женщины). Среди 30 неактивных 1 человек был учеником или студентом, 18 — пенсионерами, 11 были неактивными по другим причинам.
В 2008 году в коммуне насчитывалось 54 домохозяйств, в которых проживали 113 человек, медиана доходов составляла 17 747 евро на одного человека.